# Fundão (Portogallo)
Fundão (fũ'dɐ̃ũ) è un comune portoghese di 31 482 abitanti situato nel distretto di Castelo Branco.
Si trova nella Beira Bassa a 497 m di altitudine, in un'area di estese coltivazioni frutticole fra la Serra da Gardunha a sud e la fertile depressione della Cova da Beira a nord.

## Società

### Evoluzione demografica
| Popolazione di Fundão (1801 – 2004) | Popolazione di Fundão (1801 – 2004) | Popolazione di Fundão (1801 – 2004) | Popolazione di Fundão (1801 – 2004) | Popolazione di Fundão (1801 – 2004) | Popolazione di Fundão (1801 – 2004) | Popolazione di Fundão (1801 – 2004) | Popolazione di Fundão (1801 – 2004) | Popolazione di Fundão (1801 – 2004) |
| ----------------------------------- | ----------------------------------- | ----------------------------------- | ----------------------------------- | ----------------------------------- | ----------------------------------- | ----------------------------------- | ----------------------------------- | ----------------------------------- |
| 1801                                | 1849                                | 1900                                | 1930                                | 1960                                | 1981                                | 1991                                | 2001                                | 2004                                |
| 14658                               | 15821                               | 35248                               | 42932                               | 47593                               | 32089                               | 31687                               | 31482                               | 31297                               |

## Freguesias
| - Alcaide - Alcaria - Alcongosta - Aldeia de Joanes - Aldeia Nova do Cabo - Alpedrinha - Atalaia do Campo - Barroca - Bogas de Baixo - Bogas de Cima - Capinha - Castelejo - Castelo Novo - Donas - Enxames - Escarigo | - Fatela - Fundão - Janeiro de Cima - Lavacolhos - Mata da Rainha - Orca - Pêro Viseu - Póvoa de Atalaia - Salgueiro - Silvares - Soalheira - Souto da Casa - Telhado - Vale de Prazeres - Valverde |